# 上杉景勝
上杉 景勝（うえすぎ かげかつ）は、戦国時代から江戸時代前期にかけての大名。豊臣政権の五大老の一人。米沢藩の初代藩主。山内上杉家17代当主。
上田長尾家出身で、初名は長尾顕景。同じ長尾家出身の叔父・上杉謙信の養子となり、名を上杉景勝と改めた。実子のいない謙信の死後、上杉氏の家督相続を争った御館の乱で勝利し、謙信の後継者として上杉氏の当主となった。
豊臣秀吉に仕え、豊臣家五大老の1人として、会津藩120万石（「上杉家記」では120万1,200石余、上方の在京領は除く）を領した。秀吉の死後、徳川家康が景勝討伐に向かい関ヶ原の戦いが幕開け、景勝は石田三成ら西軍に付き敗北した。戦後に、徳川家康から上杉氏の存続は許されたが米沢藩30万石へ減封となった。

## 生涯

### 出生と若年期

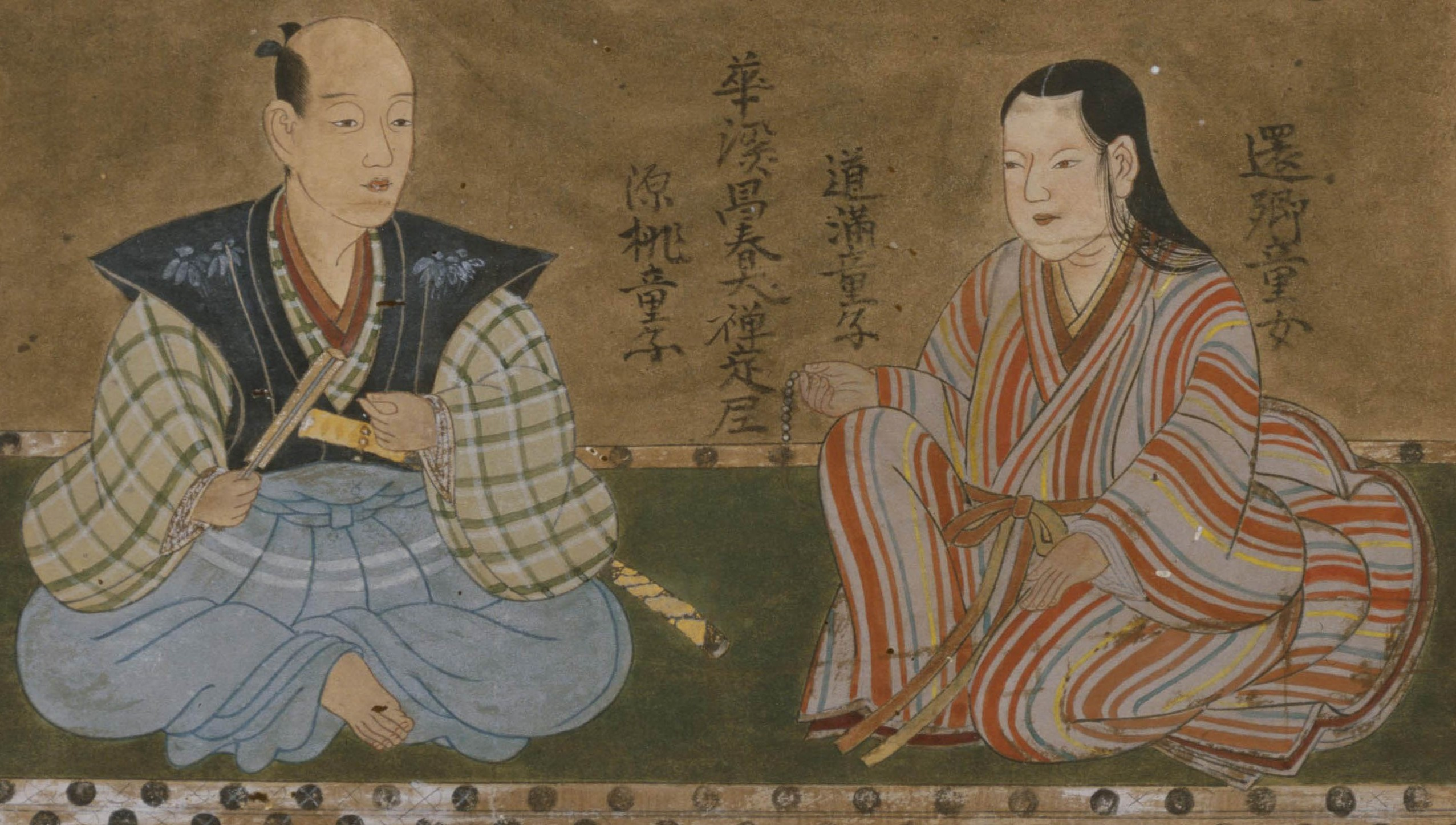
実父母の長尾政景と仙洞院

弘治元年（1555年）11月27日、越後国魚沼郡上田庄（現・新潟県南魚沼市）の坂戸城下に上田長尾家当主・長尾政景の次男として生まれる。幼名は卯松、のち喜平次顕景とした。生母は長尾景虎（のちの上杉謙信）の異母姉・仙洞院である。
景勝の母方の祖母（長尾為景の妻で仙洞院の母）は上条上杉弾正少弼の娘であり、また、景勝の父方の曾祖母（上田長尾房長の母）も上条上杉家の娘である。したがって、景勝は父母双方から本来の上杉氏（上条上杉家・越後守護上杉家）の血を引いていることになる。
長兄が早世したので世子となるが、永禄7年（1564年）の父・長尾政景の溺死を受け、春日山城に入って叔父・謙信の養子となり、謙信・景勝と2代続けて長尾家出身者が上杉氏の家督を引き継いだ。外祖父である長尾為景の家系は、為景の曽祖父・頼景の代から越後守護代を務め、為景の代で上杉定実を擁立し、上杉房能を自刃させている。その後、為景と定実の仲は悪化したが、祖父の房長（当時の上田長尾家当主）は定実に味方していた。
永禄9年（1566年）、謙信の関東出兵が初陣であると言われている。以降、景勝は上田衆を率いて越中国の将・椎名康胤の取成や謙信旗本の吉江資堅の軍役を定めるなど、謙信政権下で重要な役割を担っていく。
天正3年（1575年）、名を長尾顕景（ながお あきかげ）から上杉景勝（一説では長尾景勝）に改めると共に、謙信から弾正少弼の官途名を譲られた。同年の『上杉家軍役帳』によると総勢375人の軍役を負担し、謙信への尊称であった「御実城様」と似た呼び名である「御中城様」として上杉一門衆筆頭に記載される。

### 上杉氏の家督争い
天正6年（1578年）3月13日、謙信が死去すると、後北条氏から人質として出されて謙信が養子に迎えた上杉景虎との相続争いが勃発する（御館の乱）。これは謙信が後継者を指名しないで急死してしまったことや、越後国の長尾諸家を中心とした、何代にも渡る権力争いなどの複雑な事情が背後に絡んでいると言われる。
3月24日、いち早く春日山城本丸と金蔵を占拠した景勝側が有利となり、春日山城下の御館（上杉憲政の屋敷）に立て籠もった景虎と争う。
6月、甲相同盟に基づき、武田勝頼が景勝・景虎間の調停のため信越国境まで出兵すると、一転して景勝は窮地に陥った。
しかし、東上野の割譲と黄金譲渡を条件として武田氏と和睦したことによって武田家の後ろ盾を得た景勝は戦局を覆した。またこのときに勝頼の異母妹・菊姫と婚約し、翌年9月には正室として迎えることで甲越同盟を結び、武田との関係を強化した。なお、勝頼は三河国の徳川氏が駿河国に侵攻したため、同年中に越後から撤兵している。
天正7年（1579年）、景虎正室である実姉（妹とも）・清円院は景勝からの降伏勧告を容れずに自害。
同年3月、和議を申し出ようとした養祖父の上杉憲政が景虎の嫡男・道満丸とともに何者かによって討たれるなど徐々に立場を悪くした景虎は自害する。
天正8年（1580年）、越後国の豪族も追従し、景勝は名実ともに上杉氏の当主となった。そして戦後処理では自分に味方した豪族への恩賞は抑えて上田長尾系の家臣を大身に取り立て、謙信と共に戦った国人衆は景虎方だけでなく自派までも粛清して上田長尾家が完全支配する体制を築いていく。

### 織田家との戦い
上杉氏は謙信期の天正4年に本願寺との和睦により織田氏と敵対関係になっていたが、御館の乱の混乱が続く天正9年（1581年）、乱の恩賞問題により対立状態にあった北越後の新発田重家が織田信長と通じて造反した上、柴田勝家率いる4万の織田軍に越中国にまで侵攻される。翌年には越中国への出陣を約束していた武田氏の滅亡によってその後ろ盾を失うなど、上杉家は滅亡の危機に立たされた。
天正10年（1582年）、織田軍5万は越中国をほぼ制圧（魚津城の戦い）し、天神山城に入城して織田の大軍に備えていた景勝は窮地に立たされる。魚津城落城の直前、景勝は魚津城の守将達へ激励の手紙を送っている。この中で景勝は、城の守将一人一人のかつての武勲やこれまでの忠義を褒め称えている。しかし結局、魚津城は落城、守りの将達は討死を遂げた。
同年5月、景勝が佐竹義重へ送った書状には「自分は良い時代に生まれた。六十余州を相手に越後一国をもって戦いを挑んで対峙し、滅亡することは、死後の思い出である」と綴られており、景勝は、玉砕覚悟で信長との決戦を決意していた。
窮地に立たされた景勝だが、6月2日に信長が本能寺にて自害（本能寺の変）したために織田軍の北征は頓挫し、上杉氏は九死に一生を得た。しかし、織田氏の侵攻に加えて御館の乱後の混乱が長期化したため、領内に対する統治力が低下したことから、謙信が一代で拡大した上杉氏の国力は著しく衰退した。

### 豊臣政権時代

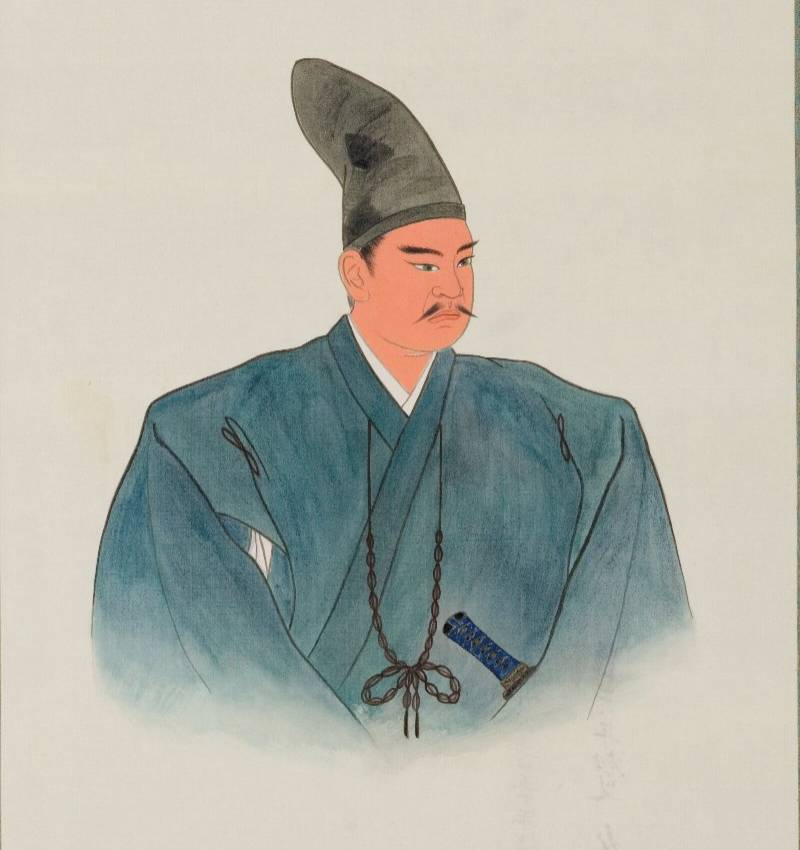
上杉景勝像（上杉神社蔵）

本能寺の変を知った織田北征軍が領国に引き上げた隙に、須田満親が魚津城を回復。また、信濃国人衆が川中島を統治する森長可らに反乱を起こしたのに呼応し、上杉軍は北信濃に侵攻した。同様に、上野国を支配していた滝川一益を追った北条氏直と信濃の領有をめぐって争うが、北信濃4郡の上杉方への割譲を条件に講和した（天正壬午の乱）。
その後、織田政権において台頭した羽柴秀吉（豊臣秀吉）と好を通じ、天正11年（1583年）、賤ヶ岳の戦いでは秀吉の求めに応じて、越中国への侵攻を開始した。しかし、柴田方に与した佐々成政と睨み合いになり動けず、須田満親も同年中には、魚津城から信濃海津城（松代城）へ退転した。
同年、景勝の上田衆重用に不満を持ち謀反した新発田重家と放生橋（法正橋）にて戦い、菅名但馬守・水原満家・上野九兵衛ら名のある大将を討ち取られ、安田能元が重傷を負い、景勝自身も追いつめられる大惨敗を喫した（放生橋の戦い）。
天正12年（1584年）、小牧・長久手の戦いでも秀吉方に付き、佐々家臣の丹羽権平から宮崎城を奪還する。
天正13年（1585年）、富山の役でも秀吉に味方し、佐々成政を牽制した。
同年、信濃国小県郡（上田）および上野国吾妻郡（岩櫃）・利根郡（沼田）を領有する真田昌幸を一時的に従属下に置いた。
天正14年（1586年）6月、上洛して秀吉と会見し、養子・畠山義真（当時は上杉姓）を人質として差し出して臣従し、命脈を保った。その際に、越中国の天神山・宮崎以西と上野国の吾妻・利根、信濃国小県郡（真田氏の豊臣大名としての独立）の領有を放棄、換わりに下越の新発田氏の討伐や、出羽国庄内地方の切り取りを許可される。このとき、景勝は正親町天皇に拝謁して左近衛少将に任じられた。
天正15年（1587年）、秀吉の後ろ盾と協力を得た景勝は、長年にわたり抗争状態にあった新発田重家を討ち（新発田重家の乱）、ほぼ越後の再統一を果たした（津川城のみ1595年の新川と東蒲原の交換まで、伊達のち蒲生領及び豊臣家預かり）。また、同年に発布された惣無事令に関わらず、佐渡・出羽両国は上杉氏の切り取り勝手とされた。
天正16年（1588年）、本庄繁長・義勝父子は庄内に侵攻し、十五里ヶ原の戦いで最上軍に勝利、庄内三郡を手中に収めた。同年には景勝は再び上洛し、豊臣姓と羽柴の名字を下賜され、6月15日従三位・参議に昇叙された（『公卿補任』では、同年4月10日、従四位下・参議）。
天正17年（1589年）、佐渡国の本間氏を討伐し、佐渡国を平定した。
天正18年（1590年）、秀吉の小田原征伐にも、山浦景国を先鋒として出兵し、前田利家や真田昌幸らとともに、上野・武蔵の北条方諸城を攻略した。
文禄元年（1592年）、秀吉の朝鮮出兵が始まると、5,000人を率いて肥前国名護屋に駐屯し、翌文禄2年（1593年）の6月6日から9月8日まで、秀吉の名代として家臣の高梨頼親らを伴って朝鮮に渡る。このとき朝鮮半島における日本軍最前線基地として熊川に城（倭城）を築城している。

### 五大老就任・会津への移封
文禄4年（1595年）1月、秀吉より、越後・佐渡の金銀山の支配を任せられた。上杉領における金山・銀山からの収入は諸侯で抜きん出ており、『慶長三年蔵納目録』によると越後黄金山からの金の運上金が1124枚4両1匁4分2厘で全大名の33%、銀の運上金は2,021枚7両3匁3分3厘で全大名の59%に達している。
同年2月、蒲生騒動が起こると、秀吉の命で東蒲原の津川城に藤田氏を派遣、代わりに新川が前田領とされ、土肥政繁ら越中衆を入れていた天神山城と宮崎城を、前田利長の家臣・青山吉次に明け渡す。
これにより、越後、佐渡二国に信濃川中島四郡、出羽庄内三郡、併せて91万石余の支配領域が確定した。この他に上方に台所入（軍役外）の在京領（10万石余）があった。
同年6月以降、景勝を含む六人の大大名は豊臣家の大老に任ぜられ、小早川隆景の死後、景勝を含む五人の大老は豊臣家五大老と呼ばれるようになる。
慶長元年（1596年）2月、景勝は上洛し、中納言に任ぜられた（『公卿補任』では、文禄3年（1594年）1月5日に従三位、同年8月18日に権中納言）。
慶長3年（1598年）、秀吉の命により会津120万石に加増移封され、以後は「会津中納言」と呼ばれた。旧領地から引き続き統治が認められたのは、佐渡一国及び蒲生騒動で得た越後国のごく一部（東蒲原）と出羽国庄内のみで、後は伊達氏の領地だった出羽国の置賜地方、陸奥国の伊達郡、信夫郡、刈田郡と伊達政宗が征服した会津地方であった。また、各地は山地で隔絶され、現在でも交通の難所と呼ばれる峠道で結ばれているだけであった。常に北側に境を接する最上義光、伊達政宗と衝突の危険性が有り、宇都宮12万石に減移封された蒲生氏に代わり東北諸大名と家康の監視と牽制という重大な使命が科せられ、結果的に家康との対立は避けられないものとなる。景勝は要となる米沢城に家老の直江兼続を配置、対伊達氏最前線の白石城の甘糟景継、福島城の本庄繁長、梁川城の須田長義、東禅寺城の志駄義秀を指揮させた。
同年3月6日、景勝は京都を発ち、同月24日、会津に入った。同年4月18日、権中納言を辞任（『公卿補任』））。

### 会津征伐
慶長3年（1598年）8月、秀吉が死去すると、家老の直江兼続が五奉行の石田三成と懇意にあった事などの経緯から徳川家康と対立する。同年9月17日、秀吉の葬儀のため上洛。
慶長4年（1599年）8月22日、会津に帰国した。帰国後、領内の山道を開き、橋梁を修理させ、浪人を集めた。また、領内にある28の支城の整備を命じた。
慶長5年（1600年）2月、直江兼続に新城（神指城）の築城を命ずる。
4月、家康から上洛して領内諸城改修の申し開きをするように召還命令が出るがこれを拒否する。この召還命令は景勝を排除するための策だと見られている。この際、兼続による挑発的な返答が、家康の会津征伐を煽ったとされる（直江状）。家康は大軍を率いて景勝討伐に出陣し、景勝は神指城の突貫工事を命ずるが、6月になると普請を中断して家康軍の対応にあたる。
7月、討伐に向かった家康の留守中に三成らが挙兵（関ヶ原の戦い）し、家康が西上すると会津から出兵。東軍に与した伊達政宗や最上義光らと戦った（慶長出羽合戦）。
しかし、9月15日の本戦で三成ら西軍が敗れたため、12月に家康に降伏することを余儀なくされた。上杉氏の挙兵には、城地と領民を一元的に支配していた戦国大名の性格を克服できず、新たな領国（会津）の経営に執着する余り、家康統治の新体制への対応をなおざりにするという政局認識の甘さが結果的に政策優先順位の錯誤を生み、会津征伐を起こされる羽目に陥らせたとする指摘がある。
慶長6年（1601年）2月上旬、家康は結城秀康のとりなしで豊光寺の西笑承兌を介して兼続に音信させ、景勝の上洛陳謝を促した。景勝が兼続と共に上洛、家康に謝罪した上で上杉氏の存続は正式に許された。なお、さる文禄4年（1595年）に豊臣の証人として伏見邸に入っていた、景勝夫人・菊姫と兼続夫人・お船の方は引き続き徳川の証人として、伏見邸に留め置かれた。
この間、景勝の処分が決まらなかったために様々な噂が飛んだらしく、島津氏の家臣鎌田政近は国元に「家康は武田信吉に直江兼続の娘を娶せて上杉氏を相続させて100万石を与え、景勝には隠居料が与えられるが何処にどれくらい与えるかが纏まらないようだ」という内容の書状を送っている。また、伊達政宗は今井宗薫を通じて、一刻も早く意中の人物を会津に封じるべきとする意見を家康へ送ったと伝えられている。実際、武田信吉と会津の前領主で結果的に会津に封じられることになる蒲生秀行に対する論功行賞が未だに確定していなかった。
しかし、景勝は改易は免れたが、8月に奥羽に関する大名配置の決定を以て正式にその処分が確定し、置賜・信夫・伊達の3郡からなる出羽国米沢30万石に減移封され、上杉家は景勝一代において北信越の数ヶ国を支配する大大名から出羽半国・陸奥2郡の国持ち大名程度へと縮小した。

### 米沢藩主時代から晩年
景勝は米沢に国替えされたが、直江が120万石規模の家来を解雇せずにそのまま引き連れて行き、痛みを伴う改革を行わず、身分不相応な数の家来を雇用したたことで、米沢藩は日本一の貧乏藩となったという。景勝は出羽国の米沢城を改修・拡張して居城とし、移封後は米沢藩の藩政確立に尽力し、陸奥国にある福島城などの支城には引き続き重臣を配置した。
慶長8年（1603年）2月21日、幕府から江戸桜田に藩邸を与えられる。伏見・大坂などにあった上方の大名屋敷もそのまま所持し続ける。
慶長9年（1604年）2月16日、菊姫が死去するが、同年5月5日には側室との間に嫡男・玉丸（定勝）が誕生している。
慶長10年（1605年）4月16日、徳川秀忠の将軍宣下に参列している。
慶長11年（1606年）、京にて禁裏御造営の御手伝に就く。
慶長14年（1609年）2月、母の仙桃院が死去した。
慶長15年（1610年）5月21日、駿府で徳川家康と謁見し、同年12月25日には江戸桜田邸に将軍・秀忠が御成している。
慶長17年（1612年）、京にて仙洞御所修築の御手伝に就く。
慶長19年（1614年）正月、松平忠輝の居城高田城築城の際、伊達政宗の指揮の下で天下普請を行なった。
同年10月、豊臣家が徳川家の江戸幕府への臣従を拒み起こった大坂冬の陣において、景勝は徳川方に起請文を提出し、先発した直江兼続とともに出陣する。10月12日には二条城において家康と謁見し、同25日の鴫野の戦いなどで大功を挙げる。この年は大坂で越年し、翌慶長20年（1615年）2月にはいったん米沢へ帰国した。
同年4月、豊臣家が江戸幕府の要求した大坂からの退去を拒否したため出兵、大坂夏の陣では京都警備を担当し、八幡山に布陣した。
同年5月、大阪城は落城し、景勝は米沢へ帰国する。
元和5年（1619年）4月、将軍・秀忠の上洛に供奉する。同年12月19日には直江兼続が死去した。
元和7年（1621年）9月12日、伊達政宗・佐竹義宣とともに秀忠から饗応をうけている。
元和8年（1622年）9月、出羽山形藩主・最上義俊（最上義光の孫）の改易に際して、その居城である山形城の受け取りを務めた。
元和9年（1623年）2月、嫡男・千徳が将軍・秀忠に謁見し、定勝と名乗る。
同年3月20日、景勝は米沢城に於いて、薨去した。享年69。膳部頭の高野孫兵衛と、手明の中野甚助の2名の家臣が殉死し、景勝と同じ法音寺に葬られた。
後は嫡男の上杉定勝が継いだ。石高の変遷はあったものの、米沢藩上杉家は幕末まで続いた。

## 略歴
※日付は大正記述以外は、旧暦
- 弘治元年（1556年）11月27日生、幼名：卯松。
- 永禄7年（1564年）実父・長尾政景溺死ののち、上杉謙信の養子となり、元服し、名を喜平次顕景と称す。
- 天正3年（1575年）1月11日、養父上杉謙信より諱を景勝と改名させ、弾正少弼の官職を官途書出。謙信が称していた弾正少弼の官職を継承することによって、上杉家の家督後継者に浮上する。
- 天正6年（1578年）〜同7年（1579年）、御館の乱。上杉謙信養子である上杉景虎と戦い、上杉家の家督を相続。
- 天正14年（1586年）6月22日、上洛により、豊臣秀吉と接見。従四位下に叙せられ、左近衛権少将に任官。これにより、秀吉から景勝宛の書状の宛先が「上杉殿」から「上杉とのへ」と書式が変わり、秀吉の家臣的立場となる。
- 天正16年（1588年）5月26日、上洛し、従三位に昇叙し、参議に補任。清華家の家格に列す[42]。
- 天正17年（1589年）9月28日段階で近衛中将を兼帯している。羽柴の名字と豊臣の姓を与えられ羽柴越後宰相中将と称される[43]
- 文禄3年（1594年）10月28日、上洛し、豊臣景勝として、権中納言に転任。
- 文禄4年（1595年）8月3日、公家武家の法度を徳川家康、前田利家、宇喜多秀家、毛利輝元、小早川隆景とともに連署し、制定。豊家の重要施策において、加判する立場となる。彼らが後の「大老」であると見なされる。
- 慶長2年（1597年）6月以降、小早川隆景の薨去に伴い、家康・景勝らは豊家「五大老」と呼ばれる[注釈 18]。
- 慶長3年（1598年）1月10日、豊臣秀吉から陸奥国会津へ移封（120万石）の命が下る。従前、越後中納言と称され、以後、会津中納言と称される。4月18日、権中納言辞任。
- 慶長5年（1601年）8月16日、徳川家康より出羽国米沢（30万石）への移封の命が下る。
- 慶長9年（1604年）、嫡子・上杉定勝が生まれる。
- 大正11年（1922年）9月7日　贈正三位。

## 築城
長尾為景・上杉謙信の持ち城や、上杉景虎とその寄騎から頚城・新川・北信・上野の多くの城を継承した上田長尾氏・謙信後継としての上杉景勝にとっては、新たに築城した城は少ないが、御館の乱や関ヶ原の戦いに備え、あるいは江戸時代を迎えて本格的に築城した例として以下が記される。
- 神指城（陸奥国） - 会津移封を受けた景勝は、会津盆地の東南隅に位置する若松城が狭隘であることを患い、慶長5年（1600年）2月10日より盆地中央で阿賀川畔の神指ヶ原に新たな城の建設をはじめた。完成を待たずして関ヶ原の戦いが起こり、石垣は若松城へ運ばれた可能性がある[44]。

## 人物・逸話

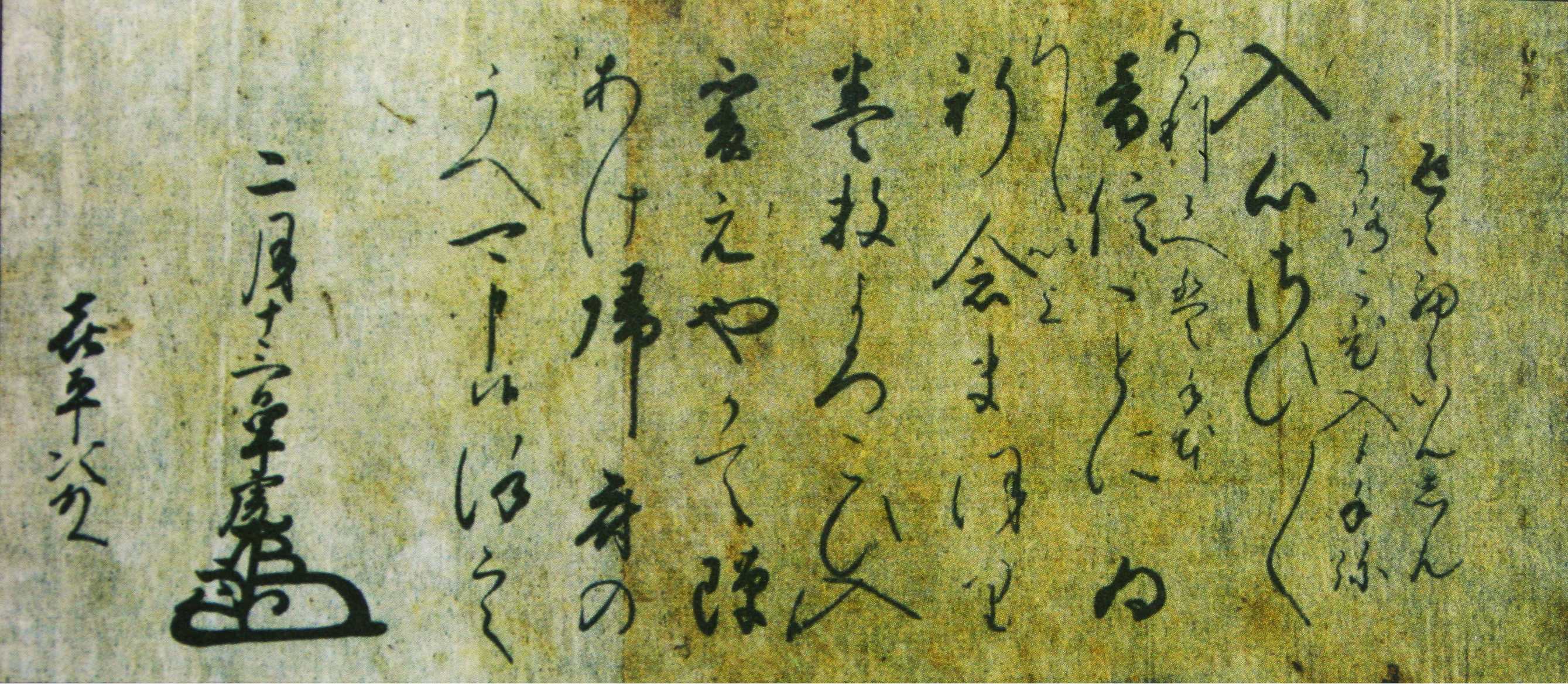
上杉輝虎（謙信）書状　喜平次（景勝）宛
----
景勝の陣中見舞いに対する礼状。追伸で景勝の字が上達したことを褒め、習字の手本を送るとしている。

- 一生のうちに一度だけ笑ったという伝説がある。あるとき飼っていた猿が､景勝が近くに置いた頭巾を取って、樹にのぼった。枝に腰をかけて頭巾をかぶり、手をそろえて座敷の景勝におじぎをした。その途端に､思わず笑ったとされる[45]。
- 景勝が秀吉に招かれて上洛するとき、数百の供を連れた。上杉兵は将兵共によく威信が行き届いており、行軍中は無駄口を叩かず粛然としており、人馬の歩む音がするだけだったという（上杉将士書・上）。[信頼性要検証]
- 富士川の渡し舟では、従う将士が多すぎて、舟が沈みそうになった。景勝は怒って竿をとりあげ、同時にみんな川に飛びこんで対岸へ泳ぎ渡った。御座舟は無事だったとされる[45]。
- かなりの愛刀家であったとされる。卓越した鑑定眼を持ち、特に気に入ったものから選抜した「上杉景勝御手選三十五腰」と呼ばれる目録にまとめており、収集物には国宝や重要文化財が多数含まれている。
- ある時、豊臣秀吉が京都・伏見城（もしくは大坂城）に各大名を招き宴が開かれたが、この宴の会場に前田慶次郎が紛れ込んでいた。宴もたけなわになった頃、慶次郎は末席から猿面をつけ手拭いで頬被りをし、扇を振りながら身振り手振り面白おかしく踊り出し、ついには列席している大名達の膝の上に座っては猿真似をやるという暴挙にまで至ったが、大名達は宴の余興ゆえに咎める者も怒り出す者もいなかった。しかし、上杉景勝の前に来ると慶次郎は膝に乗ることを避けた。その理由について尋ねられた慶次郎は、「景勝の前に出ると威風凛然としていてどうしても座ることが出来なかった」と語ったという。また「天下広しといえども、真に我が主と頼むは会津の景勝殿をおいて外にあるまい」と慶次郎が後に語ったということから[46]、義を貫く人物は景勝をおいて他にはいないと見込んでの、慶次郎なりの敬意を示した行動だったともいわれている。
- 『奥羽永慶軍記』には、景勝は身辺に女を一切近づけないほど極端な女嫌いで、当然ながら正室の菊姫と非常に不仲[注釈 19]であると共に、衆道を甚だしく好み、身辺にはもっぱら美貌の少年達のみを侍らせていたという話がある。しかし、この話には側室の四辻氏の出自を大谷刑部の家臣の娘であった遊女とし、直江兼続が世継ぎを生ませる為、この女を男装させて景勝に引き合わせて定勝を生ませたが、このことを知って激しく嫉妬した正室・菊姫の怒りを鎮めるためにこの女は自害したとし、それを知って恨みを抱いた定勝が兼続を自らの手で殺害したという明らかに史実と異なる記述や考証がされており、信憑性には問題がある。景勝は慶長17年（1612年）8月に衆道禁止令を発布しており（「三重年表」）、これを根拠として男色家ではないとする説もある[注釈 20]。
- 米沢への減移封の際、景勝は所領を大幅に減らされたにも関わらず、浪人等の離散は追わないが、従来の家臣は一人も減らさなかったので、上杉氏の財政は容易ならざる苦境に陥った[47]。
- 京都府京都市伏見区にある景勝町の地名の由来は、かつてこの地に景勝の伏見の下屋敷があったことに基づく。
- キリスト教に寛容であり、幕府が禁教令を出し、領内での取り締まりを命じられても「当領内には一人のキリシタンも御座無く候」と答えて、領内のキリシタンを護ったと『日本切支丹宗門史』に記載されている（記事の原文は、1629年7月、会津若松の宣教師からイエズス会総長に送られた報告書である）。当時のイエズス会宣教師ペドロ＝モレホンは景勝を評して「異教徒中の異教徒（大いなる異教徒）」と述べており、景勝自身がキリシタンに好意を有していた訳ではないといわれているが、長年苦楽を共にしてきた有能な家臣たちを失いたくなかったためと伝えられている。実際、元和6年（1620年）の仙台藩を皮切りに東北諸藩がキリシタンへの弾圧を開始するなか、米沢藩では景勝が元和9年（1623年）3月に没するまでの間、幕府の禁教令を受ける形でキリシタン禁制の高札を領内に立てこそしたが、実際にキリシタンへの取り締まりや弾圧を行った記録などは残されていない[注釈 21]。
- 景勝が弾正少弼を謙信から譲り受けた際の2通の書状の筆跡が景勝自身のものと同じであるとし、景勝が自己を正当化する為に偽作したとの説[52][51]がある。しかし、上杉景虎が蘆名止々斎に送った書状には「少弼無曲擬故」[53]と語っている。これは敵方となった景虎や、他国の諸大名にも弾正少弼が景勝を指すことが認知されていた証拠である。したがって、景勝が弾正少弼の官を譲られた事実は間違いないとされる[54][55]。

## 系譜

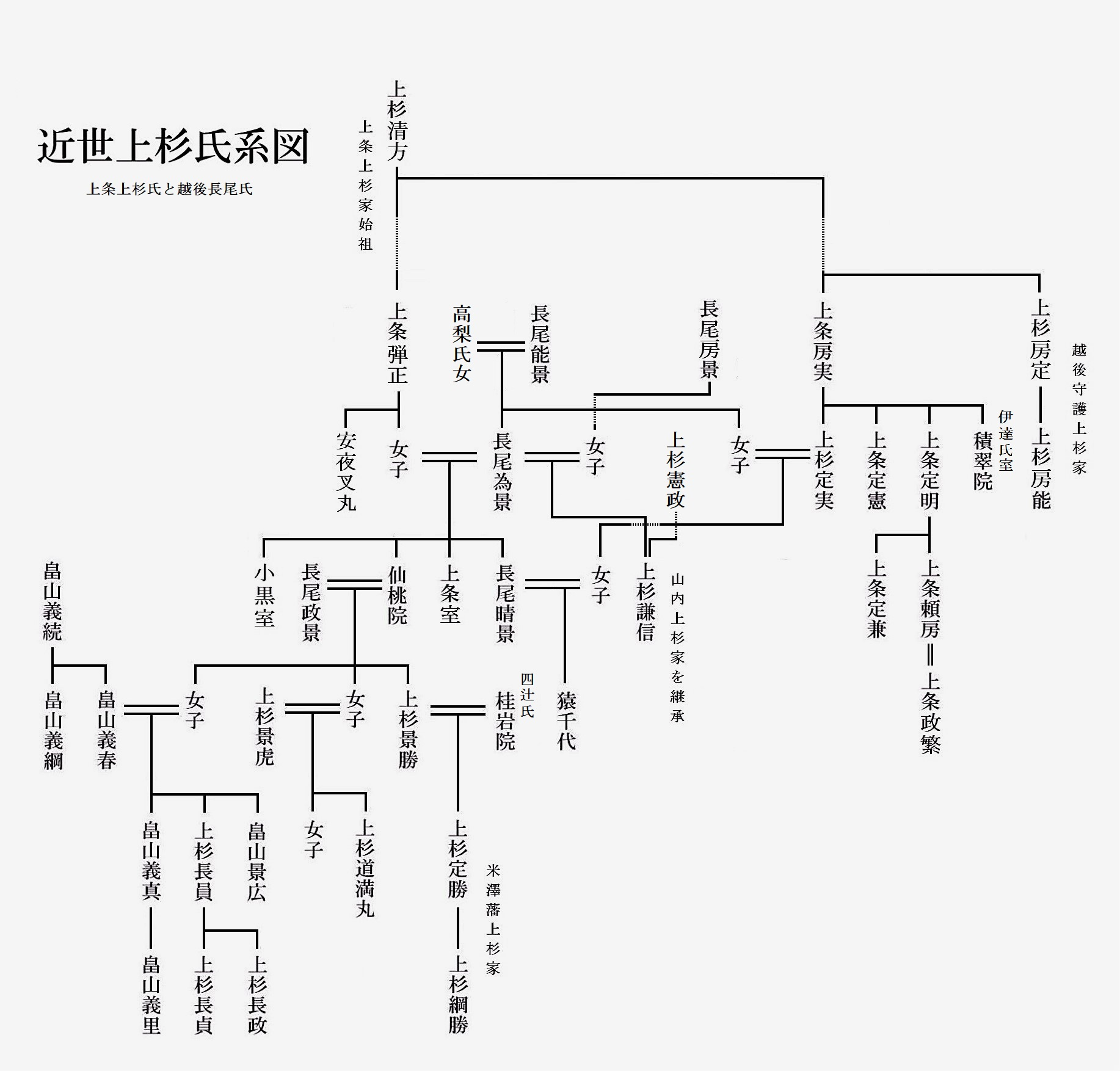
戦国時代から江戸時代初期にかけての上杉氏系図

- 父：長尾政景
- 母：仙桃院 - 長尾為景の娘
- 養父：上杉謙信
- 正室：菊姫 - 武田信玄の娘
- 継室：桂岩院 - 四辻公遠の娘
  - 男子：上杉定勝 - 米沢藩主2代藩主

## 墓所
遺骨は和歌山県高野町の高野山清浄心院、遺灰と衣冠は山形県米沢市の上杉家御廟所に、それぞれ納められている。

## 主な家臣
- 直江兼続
- 本庄繁長
- 色部長実
- 甘糟景継
- 甘粕景持（長重）
- 前田利益
- 斎藤朝信
- 武田信清
- 清野長範
- 新津勝資
- 大国実頼
- 水原親憲
- 中条景泰
- 栗林政頼
- 平林正恒
- 山岸尚家
- 泉沢久秀
- 安田能元
- 千坂高信
- 上条政繁
- 上条義春
- 甘粕重政

## 関連作品

### 映画
- 信虎（2021年　演：長尾卓磨）

### テレビドラマ
- 天と地と（1969年　NHK大河ドラマ　演：中村信二郎（現・中村錦之助）
- 関ヶ原（1981年　TBS　演：三沢慎吾）
- 徳川家康（1983年　NHK大河ドラマ　演：横井徹）
- 真田太平記（1985年　NHK　演：伊藤孝雄）
- おんな風林火山（1986年　TBS　演：森一馬）
- 秀吉（1996年　NHK大河ドラマ　演：神谷秀澄）
- 家康が最も恐れた男 真田幸村（1998年、テレビ東京 演：石立鉄男）
- 葵 徳川三代（2000年　NHK大河ドラマ　演：上條恒彦）
- 利家とまつ〜加賀百万石物語〜（2002年　NHK大河ドラマ　演：里見浩太朗）
- 風林火山（2007年　NHK大河ドラマ）※卯松役として子役が登場。
- 天地人（2009年　NHK大河ドラマ　演：北村一輝）
景勝の家臣である直江兼続（演：妻夫木聡）が主人公であり、景勝も全放送回に登場していた。
- 真田丸（2016年　NHK大河ドラマ　演：遠藤憲一）
- どうする家康（2023年　NHK大河ドラマ　演：津田寛治）

### 小説
- 風野真知雄『われ、謙信なりせば 〜上杉景勝と直江兼続〜』
- 近衛龍春『上杉景勝』（学研M文庫）学習研究社　2008年
- 坂上天陽『軍神の系譜』（学研M文庫）学習研究社　2008年
- 星亮一『上杉景勝 〜越後の雄としての誇りに生きた名将〜』
- 火坂雅志『天地人』
- 藤沢周平『密謀』（新潮文庫）
- 岳宏一郎『群雲、関ヶ原へ』（光文社時代小説文庫）
- 池波正太郎『真田太平記』

### 楽曲
- さくらゆき
  - 『イロハ』（上杉景勝幼少期イメージ曲／詞・曲：小栗さくら）
  - 『龍よ、その道を征け』（上杉主従／上杉景勝・直江兼続イメージ曲／詞：小栗さくら、曲：森伸弘）